# Czesława Szczep-Gaszewska

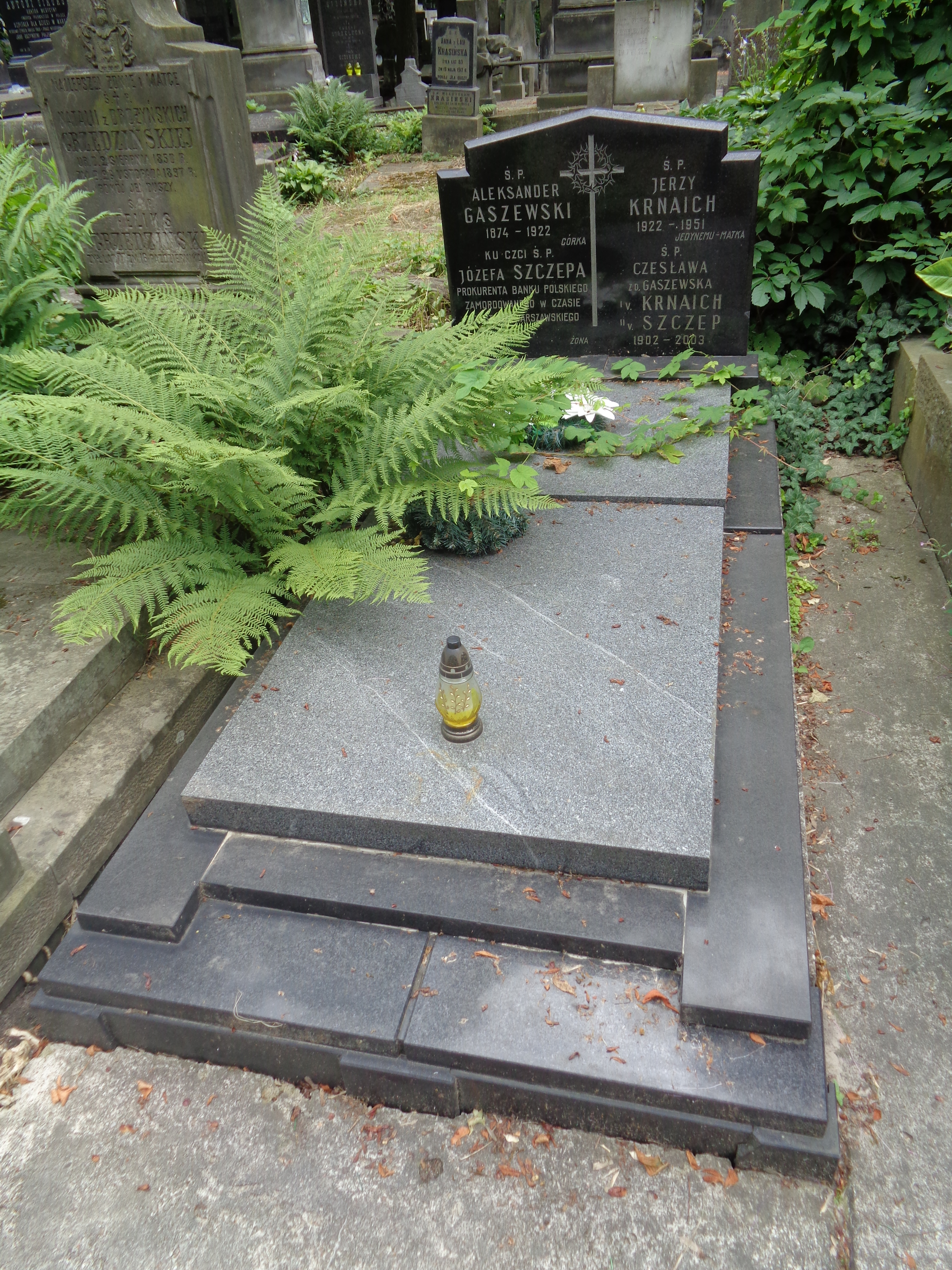
Grób Czesławy Szczep-Gaszewskiej na cmentarzu Powązkowskim

Czesława Szczep-Gaszewska (ur. 11 czerwca 1902 w Warszawie, zm. 7 sierpnia 2003 tamże) – polska tancerka i aktorka.
W latach 1918–1939 występowała w Teatrze Wielkim w Warszawie. Była artystką Baletu Opery Warszawskiej i fundatorką pierwszej Statuetki Terpsychory, wręczanej z okazji Międzynarodowego Dnia Tańca.
Zmarła nad ranem 7 sierpnia 2003 w Warszawie. Została pochowana 17 sierpnia 2003 na cmentarzu Powązkowskim w Warszawie (kwatera 174-6-31).